# Wagnis der Liebe
Wagnis der Liebe ist ein britischer Fernsehfilm von John Hough aus dem Jahr 1987 nach einem Roman von Barbara Cartland mit Helena Bonham Carter und Diana Rigg.

## Handlung
Der spielsüchtige Sir Giles Staverley wird in eine Falle gelockt, als er mit seinem alten Gegenspieler Lord Harry Wrotham um sein eigenes Zuhause spielt und verliert. Wrotham gibt dem verzweifelten Staverley eine letzte Chance und spielt seinen Gewinn gegen die Hand von Staverleys Tochter und eine Summe von 80.000 Guineen. Staverley verliert erneut. Unfähig seiner Tochter Serena in die Augen zu blicken, bringt er sich schließlich um. Lord Justin Vulcan, ein berüchtigter und klar denkender Spieler, fordert daraufhin Wrotham heraus und spielt mit ihm um das Haus sowie das Mädchen. Zu Wrothams Empörung gewinnt er. Justin befindet sich nun im Besitz eines Hauses und eines Mädchens, weiß aber nicht, was er damit anstellen soll. Nachdem er aber Serena begegnet und feststellt, dass sie viel jünger und hübscher ist, als er sich vorgestellt hat, lädt er sie auf seinen Familiensitz ein, ungeachtet seiner gehässigen Mutter Lady Harriet Vulcan. Während Lady Vulcan versucht, Serena mit jedem Mann außer ihrem Sohn zu vermählen, werden Serena und Justin Freunde und er führt sie durch alle Ecken seines geliebten Zuhauses. Eine Krise trennt die beiden voneinander. Serena, allein gelassen mit seiner Mutter, schwebt bald in großer Gefahr, als Lady Vulcan nach ihrem Leben trachtet. Es kommt zu einer Verfolgungsjagd durch das ganze Anwesen. Trotz Serenas Wissen über die Geheimgänge des Schlosses sitzt sie bald in der Falle. Doch in letzter Sekunde eilt Justin ihr zur Hilfe und alles nimmt einen guten Ausgang.

## Kritik
Wagnis der Liebe wurde von den Kritikern freundlich empfangen und als ein intelligenter, doch unterhaltsamer Film bezeichnet. Besonders Helena Bonham Carter wurde für ihre Darstellung gelobt: ihre Serena beschrieb man als eindrucksvoll, charmant sowie hübsch.